# Матвієнко Андрій Віталійович
Андрі́й Віта́лійович Матвіє́нко (7 листопада 1985 — 7 серпня 2014) — український прикордонник, молодший сержант, учасник російсько-української війни.

## Життєпис
Народився в смт Арбузинка Миколаївської області. Дитячі роки провів у селі Кузнецове Доманівського району, де закінчив школу.
2007 року закінчив Кіровоградський інститут регіонального управління і економіки (КІРУЕ), влаштувався на роботу до одного з відділень Приватбанку у Кропивницькому, згодом відслужив в армії.
На війну вирушив добровольцем. Молодший інспектор прикордонної служби-дозиметрист відділу прикордонної служби «Іловайськ».
Важко поранений 7 серпня 2014-го — автомобіль УАЗ, у якому перебував Матвієнко, наїхав на радіокерований фугас поблизу пункту пропуску «Успенка».
11 серпня 2014 року в Кропивницькому відбулося останнє прощання з Матвієнком. Похований на Алеї Слави Ровенського кладовища в Кропивницькому.
Без Андрія лишились дружина Ірина та донька Олександра, 2011 р.н.

## Нагороди та вшанування
- 21 серпня 2014 року — за особисту мужність і героїзм, виявлені у захисті державного суверенітету та територіальної цілісності України, вірність військовій присязі під час російсько-української війни, відзначений — нагороджений орденом «За мужність» III ступеня (посмертно).
- Нагороджений відзнакою Кіровоградської області «За мужність і відвагу» (посмертно).
- Рішенням виконкому Кіровоградської обласної ради від 26.08.2014 року нагороджений відзнакою «За заслуги» ІІ ступеня (посмертно).
- 23 лютого 2016 року Кіровоградська міська рада своїм рішенням перейменувала вулицю Башкірську на вулицю Андрія Матвієнка.
- 29 грудня 2016 в Києві за підтримки благодійних фондів та участі громадських активістів й волонтерів презентовано колекційну марку, створену на честь воїнів, які загинули в боях на сході України. На ній зображені Ігор Брановицький, Ігор Гольченко, Микола Колосовський, Євген Лоскот, Андрій Матвієнко, Сергій Свищ, Олег Сидор, Сергій Табала, Георгій Тороповський.
- 27 лютого 2016 року на фасаді Кіровоградського інституту комерції відкрито пам'ятну дошку Андрію Матвієнку.
- вшановується 7 серпня на щоденному ранковому церемоніалі вшанування захисників України, які загинули цього дня в різні роки внаслідок російської збройної агресії на Сході України.[2]
- у серпні 2015 року на будинку, де проживав Андрій, відкрито та освячено меморіальну дошку його честі.[3]